# Лосдейнен
Лосдейнен (нід. Loosduinen) — один з 8 районів Гааги. У 2020 тут проживало 49 647 осіб. До приєднання до Гааги в 1923 був окремим муніципалітетом. Має свій власний Лосдейнський діалект голландської мови, який дуже схожий на Гаазький діалект.

## Історія
Походження назви цієї місцевості достеменно невідоме. Територія сучасного Лосдейнену була вперше заселена принаймні 4 500 років тому, що підтверджується археологічними знахідками. Також в Лосдейнені були знайдені сліди давніх римлян, зокрема було знайдено монети, шматки кераміки, бронзи, а також були знайдені поховання коней. В місцевості Окенбург було розкопано невеликий форт.
Записи вказують, що селище Лосдейнен виникло в 12 столітті довкола місцевого монастиря. В часи Флоріса III на його території було збудовано невелику каплицю (нині відому як Абатська церква, нід. Abdijkerk) яка була в його власності. Першу згадку про Лосдейнен (під назвою Лосдун, нід. Losdun) зафіксований в анналах Еґмонтського Абатства. В них вказується, що в 1186 році Дірк Vll одружився з Алейдою ван Клеф в каплиці на території вілли Лосдун. Археологами було розкопано ферму з тих часів.
Хроніки також вказують, що Флоріс IV та його дружина Махтельд ван Брабант заснували в Лосдейнені Цистеріанський монастир для монахинь. Флоріс IV серед іншого відомий тим що придбав землю на території якої пізніше було зведено Ріддерзал (нід. Ridderzaal), важливу пам'ятку як для Гааги, так і для Нідерландів в цілому.
Населення Лосдейнену в 1561 році складало 36 осіб.

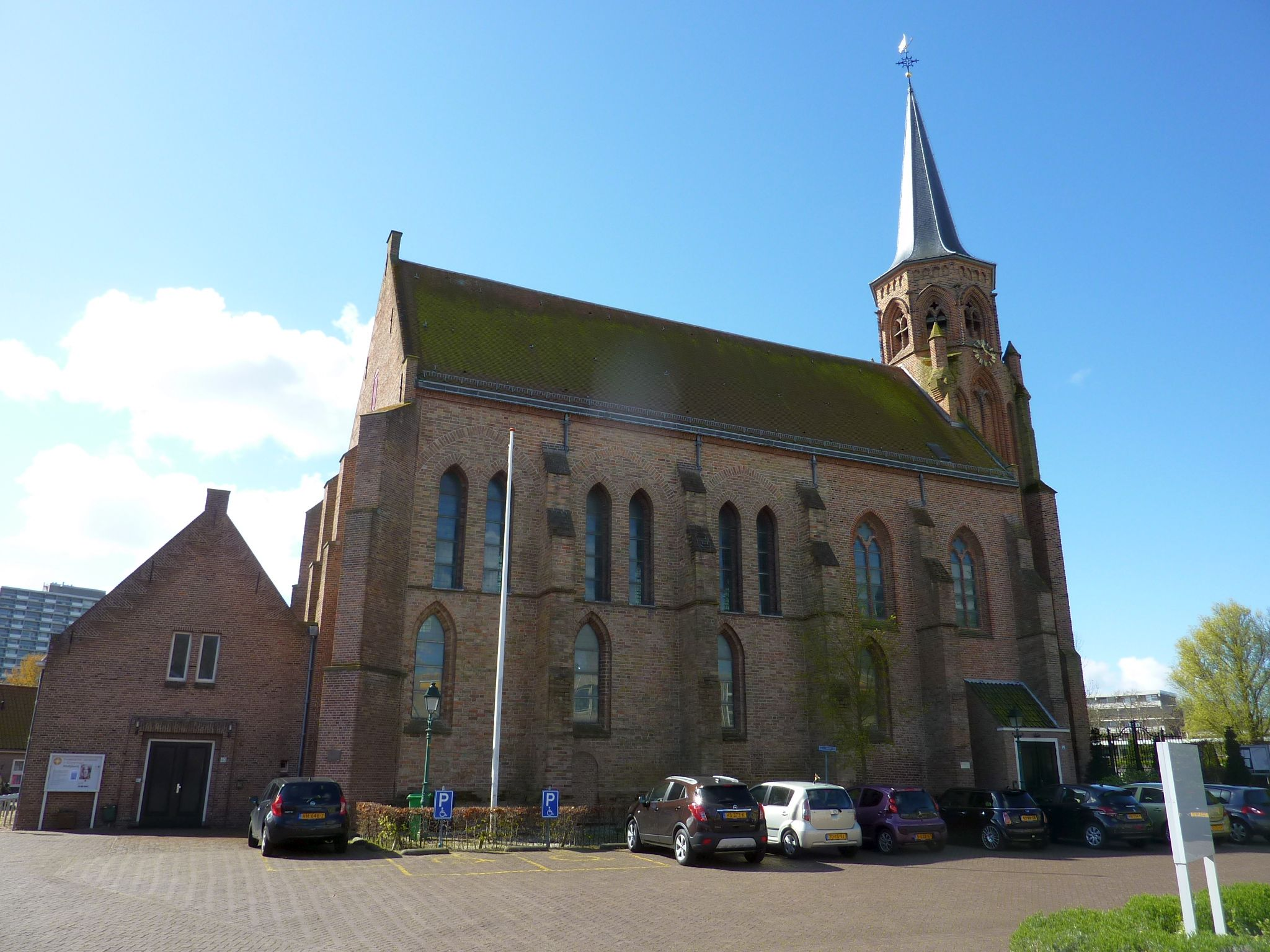
Абатська церква

В 14 та 15 століттях, Абатська церква стала популярним місцем паломництва серед безплідних жінок. Це пов'язано з легендою про графиню Маргарету ван Геннеберг (нід. Margaretha van Hennebergh) яку було проклято через те що вона відмовила жебраку. Через це прокляття в Страсну п'ятницю 1276 вона народила 365 синів та доньок і померла разом з ними. Абатська церква залишалась популярною серед паломників аж до 18 століття. Розпис що оповідає цю історію до сьогодні можна знайти на стіні церкви. Монастир було знищено на початку Вісімдесятирічної війни (1568—1648), втім значна частина будівлі вціліла. Абатська церква є найстарішою будівлею Гааги що збереглася до наших днів.

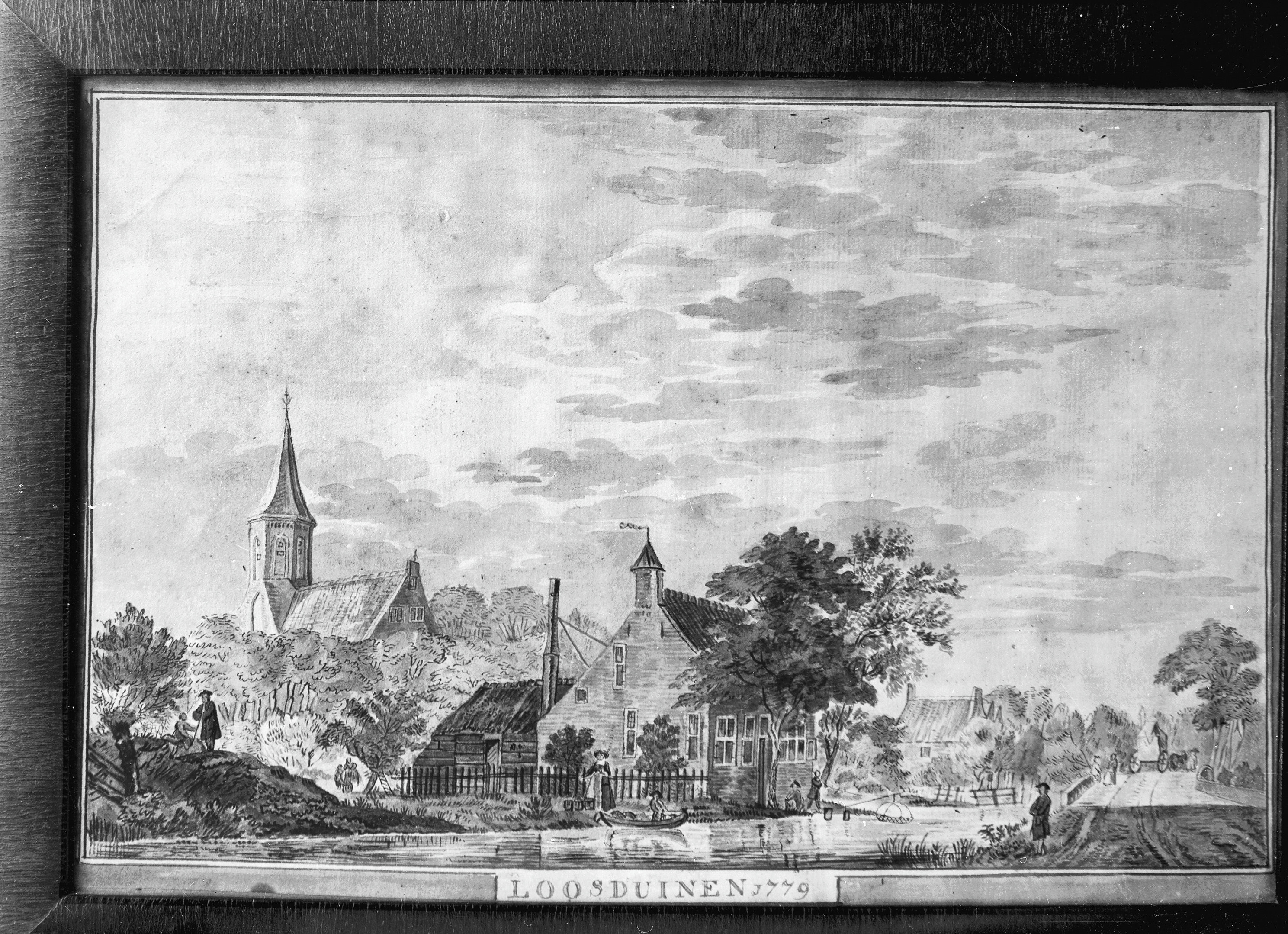
Лосдейнен в 1779 році

В часи Батавської республіки було проведено адміністративну реформу. Для Лосдейнену це означало що 21 жовтня 1811 року він став повноцінним муніципалітетом. В ті часи, як і до того, Лосдейнен залишався селищем жителі якого займались садівництвом. В другій половині 19 століття, через високий попит на картоплю у Великій Британії на фоні Великого голоду в Ірландії, місцеві в основному вирощували саме її. Місцеві фермери в 1899 році утворили об'єднання для захисту своїх інтересів. Спершу товариство налічувало 62 членів, незабаром їх кількість зросла до 109. Також Лосдейненські фермери стали першими в Нідерландах хто запровадили практику обов'язкових аукціонів, це означало що фермери більше не могли продавати свою продукцію напряму, поза аукціоном.
Лосдейнен офіційно став частиною Гааги в 1923 році.

## Населення
Станом на 2020 рік в Лосдейнені проживали 49 647 осіб. З них дві третини є голландцями, що суттєво більше за середній рівень в Гаазі: 44.3 %. Також в Лосдейнені проживає багато людей похилого віку, 27.9 % населення мають вік 65 чи старше, проти 14.6 % в Гаазі в цілому. Однак, населення району зростає найшвидше в Гаазі: +8.6 % з 2015 по 2020 рік.

## Адміністративний устрій
Район складається з наступних нейборгудів: 
Лосдейнен (нід. Loosduinen)
Крайенстейн (нід. Kraayenstein)
Кайкдейн ен Окенбург (нід. Kijkduin en Ockenburgh)
Богемен ен Мер ен Бос (нід. Bohemen en Meer en Bos)
Валдек (нід. Waldeck)